# Vernești (okręg Ardżesz)
Vernești – wieś w Rumunii, w okręgu Ardżesz, w gminie Valea Danului. W 2011 roku liczyła 693 mieszkańców.